# Dendronephthya orientalis
Dendronephthya orientalis är en korallart som beskrevs av Henderson 1909. Dendronephthya orientalis ingår i släktet Dendronephthya och familjen Nephtheidae. Inga underarter finns listade i Catalogue of Life.